# E pericoloso sporgersi
E pericoloso sporgersi (în franceză Les Dimanches de permission, în traducere „Duminici cu bilet de voie”, titlul de lucru al filmului) este un film franco-românesc regizat de Nae Caranfil, care a avut premiera în 1993.
Prezentat în premieră la Cannes, secțiunea Quinzaine des réalisateurs, E pericoloso sporgersi este filmul de debut al lui Nae Caranfil.

## Rezumat
Filmul este compus din trei părți care narează aceeași poveste din punctul de vedere a trei persoane diferite: o elevă, un actor de teatru și un soldat. Acțiunea se petrece într-un oraș de provincie de pe malul Dunării, la granița cu Iugoslavia, din România anilor 1980. Destinele celor trei se întâlnesc, schimbând ideile fiecăruia despre carieră, politică și dragoste.

## Distribuție
I. Eleva
- Nathalie Bonnifay — Cristina Burlacu, fata colonelului, elevă de clasa a XII-a care-și dorește să devină actriță (menționată Natalie Bonifay)
- Marius Florea Vizante — Vizante, elevul tocilar care o place pe Cristina (menționat Marius Florea)[1]
- Liviu Topuzu — Mînzatu, elevul șmecher care a adus anticoncepționale la școală
- Marcela Motoc — Anemarie, elevă, prietena Cristinei
- Camelia Zorlescu — profesoara de fizică
- Rada Istrate — profesoara de limba română
- Coca Bloos — diriginta clasei
- Cerasela Stan — barmanița
- Laurențiu Curcă — elev
- Ionuț Pohariu — elev
- Cezar Boghină — elevul care își bate joc de Vizante
- Costel Cașcaval — elev
- Monica Ghiuță — mama Cristinei
- Tudor Caranfil — bunicul Cristinei
- Radu Nicoară — profesorul de practică
- Carmen Tănase — recepționera de la Hotelul Iezer
- Irina Movilă — dublaj de voce Cristina

II. Actorul
- George Alexandru — Dumitru Staroste („Dino”), actor la Teatrul Municipal
- Valentin Teodosiu — Ion Mușat („Jean”), actor, prietenul lui Dino
- Constantin Drăgănescu — Ștefan Galea („nea Fane”), regizorul tehnic
- Victoria Cociaș — Lucia Cîndea, actriță, diva Teatrului Municipal
- Virgil Andriescu — actor
- Anda Caropol — actriță
- Julieta Strîmbeanu — actrița bătrână, soția lui Bebe
- Eugen Cristea — actor
- Cornel Scripcaru — actor
- Florin Măcelaru — actor
- Theodor Danetti — nea Bebe, actorul bătrân
- Floriela Grapini — Carmen, soția geloasă a lui Dino
- Horia Baciu — portarul de la teatrul in provincie
- Vasile Popa — Costel Cîrstea, mașinistul Teatrului Municipal
- Traian Radu — mașinist

III. Soldatul
- Marius Stănescu — soldatul Horațiu Anghel, militarul în termen care o meditează la matematică pe Cristina
- Florin Călinescu — locotenentul Grancea, comandantul companiei
- Magda Catone — Rexona, prostituata care se culcă cu soldații
- Ștefan Sileanu — comandantul regimentului
- Florin Zamfirescu — ofițerul de serviciu pe unitate
- Mihai Bisericanu — fruntașul Titi
- Mihai Bica — fruntașul „Pelicanul”
- Alexandru Bindea — caporalul Marian Pușcașu
- Ion Chelaru — subofițerul
- Marius Drogeanu — sergentul Dumitru Pantelie
- Silviu Geamănu — soldatul Bugiu
- Sorin Cociș — soldat
- Aurel Dănălache — soldat
- Bogdan Voicu — soldat
- Adrian Ancuța — soldat
- Bogdan Vodă — soldat
- Sorin Nițoi — soldat
- Costel Botea — soldat
- George Lungoci — soldat
- Eduard Bănărescu — soldat
- Vlad Zamfirescu — soldat

## Primire
Filmul a fost vizionat de 77.621 de spectatori în cinematografele din România, după cum atestă o situație a numărului de spectatori înregistrat de filmele românești de la data premierei și până la data de 31 decembrie 2014 alcătuită de Centrul Național al Cinematografiei.